# Правило Гневышева — Оля

Рис. 1. Иллюстрация ПГО. Абсциссы и ординаты синих точек соответствуют мощностям первого и второго цикла в соответствующих парах, пунктирные красные линии — линейные регресии (из левой регрессии исключена пара «4, 5»). Коэффициент корреляции для чётно-нечётных пар (левая панель) — R=0.91, а для нечётно-чётных пар (правая ппанель) — R=0.41

Правило Гневышева — Оля (ПГО) — эмпирическая закономерность, связывающая характеристики соседних 11‑летних циклов солнечной активности. Согласно ПГО, суммы среднегодовых чисел Вольфа за цикл (т. н. «мощности циклов») для циклов с чётными номерами хорошо коррелирует с мощностями последующих нечётных циклов, при этом корреляция между мощностыми нечётных циклов и последующих чётных невысока (см. рис. 1). ПГО было впервые отмечено и проанализировано в 1948 году советскими астрономами М. Н. Гневышевым и А. И. Олем. Иногда используется упрощённая, менее строгая, формулировка правила: мощности нечётных циклов превышают мощности предшествующих им чётных (рис. 2).

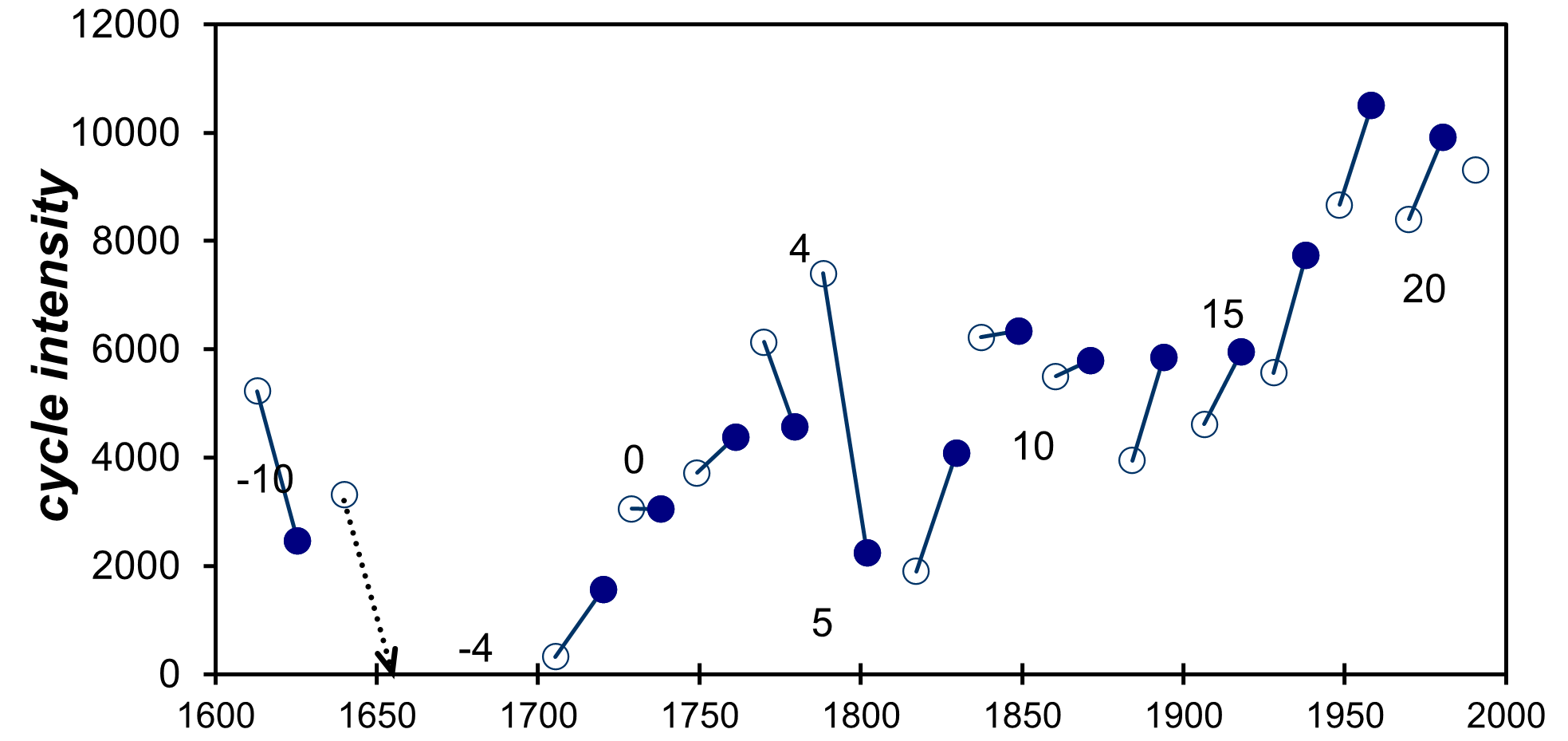
Рис. 2. Иллюстрация упрощённого ПГО: мощности солнечных циклов в парах чётный (светлые кружки) и нечётных (тёмные кружки) циклов. ПГО проявляется в том, что связывающие пары линии в большинстве случаев направлены вправо и вверх. Видно нарушение ПГО в циклах «2, 3» и «4, 5»

В солнечной физике принято объединять 11‑летние циклы в пары общей продолжительностью около 22 лет, в течение которых глобальное магнитное поле Солнца дважды меняет знак и, тем самым, возвращается к своему первоначальному состоянию («22‑летний цикл»). В свете этого ПГО указывает на то, что естественно объединять для этого чётный 11‑летний цикл с последующим нечётным, тем самым создавая пары с высокой корреляцией между мощностями компонент. При этом корреляции между мощностыми соседних 22‑летних циклов не так высоки.
Физические механизмы, объясняющие описываемую ПГО связь, пока неясны.

## «Потерянный цикл»
В отдельных случаях ПГО не выполняется. В частности, оно нарушалось в конце XVIII столетия, в минимуме Дальтона. Такого нарушения можно избежать, предположив, что ряд чисел Вольфа для XVIII и начала XIX века содержит ошибки и аномально длинный цикл 4 на самом деле представляет собой два последовательных солнечных цикла укороченной длины. Однако не все исследователи согласны с тем, что гипотеза о «потерянном цикле» оправдана.